# Carga a granel

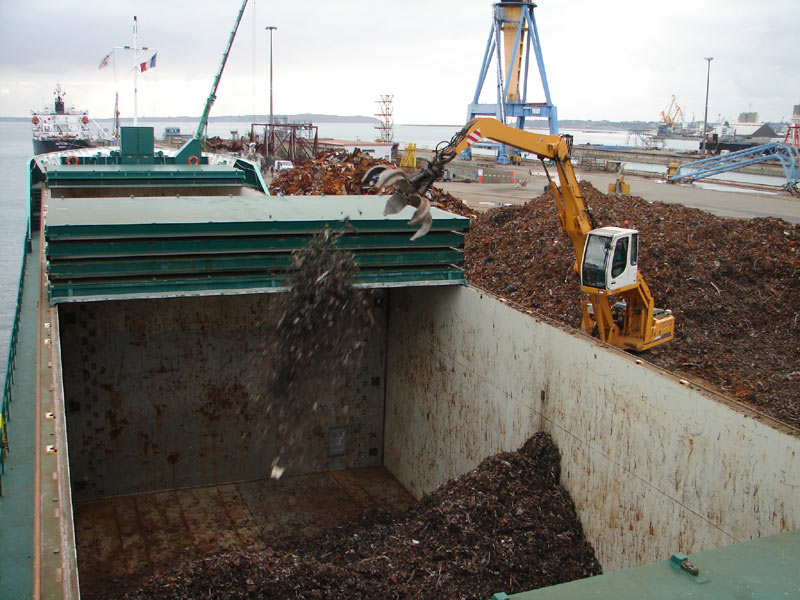
Manejando material a granel en Brest, Francia.

La carga a granel es un conjunto de bienes o materiales que se transportan sin empaquetar, ni embalar, en grandes cantidades. Esta carga se divide principalmente en carga a granel sólida o seca y carga a granel líquida. La carga a granel también se refiere a las cajas con un contenido a granel.
Los graneles, tanto sólidos como líquidos, suelen almacenarse en silos. El transporte de graneles se realiza en contenedores, camiones cisterna o en buques mercantes apropiados: graneleros, petroleros, metaneros...
El puerto para carga de graneles más frecuentado en el mundo es el de Nueva Orleans, que se encuentra en el puerto sur de Luisiana.

## Graneles secos
- Carbón
- Granos vegetales: cereales (trigo, maíz, arroz, cebada, avena, centeno, sorgo), soja y legumbres.
- Mineral de hierro: (minerales ferrosos y no-ferrosos, aleaciones ferrosas, arrabio, chatarra, etc.)
- Bauxita
- Madera
- Cemento
- Productos químicos (fertilizantes, granza de plástico, resina o polvo, fibras sintéticas, etc.)
- Alimentos secos (para animales o humanos: alfalfa, cítricos, alimento para ganado, harina, azúcar, semillas, etc.)
- Graneles de minas: (arena y grava, cobre, hierro, sal, etc.)

La carga a granel en estado sólido puede despacharse en la fábrica, mina, yacimiento, o lugar de origen por las siguientes modalidades entre otras:
- Por gravedad.
- Por medios mecánicos (cangilones, cintas transportadoras de banda, tornillos transportadores, transportadores de cadenas)
- Por medios neumáticos.
- Con grandes palas de grúas. Este montón de mineral de hierro será utilizado en la producción de acero.

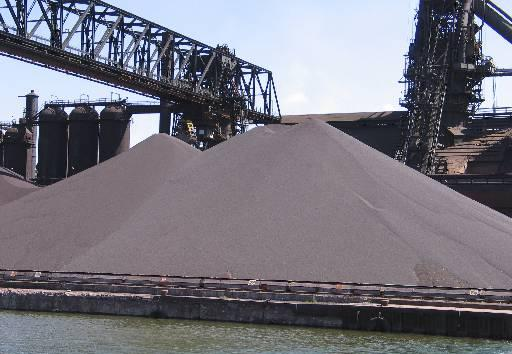
Este montón de mineral de hierro será utilizado en la producción de acero.

El barco de carga para material a granel más grande del mundo es el MS Vale Brasil, tiene una capacidad de 402.347 toneladas peso muerto y fue construido en 2010. Está registrado en Singapur.

## Graneles líquidos
- Petróleo
- Gas natural licuado
- Gasolina
- Productos químicos
- Alimentos líquidos: (aceite vegetal, aceite de cocina, frutas, jugos, etc.)

## Grandes puertos especializados en graneles
- Puerto del sur de Luisiana, en Nueva Orleans, Luisiana, Estados Unidos.
- Puerto de Róterdam, en los Países Bajos.
- El Musel, Gijón, en Asturias, España.
- Puerto del Callao, Puerto San Martín Pisco, Perú.
- Puerto de Rosario, puerto fluvial en la margen derecha del río Paraná, en Rosario, Santa Fe, Argentina.